# فضاپیما

کاسینی-هویگنس در حال ورود به مدار کیوان

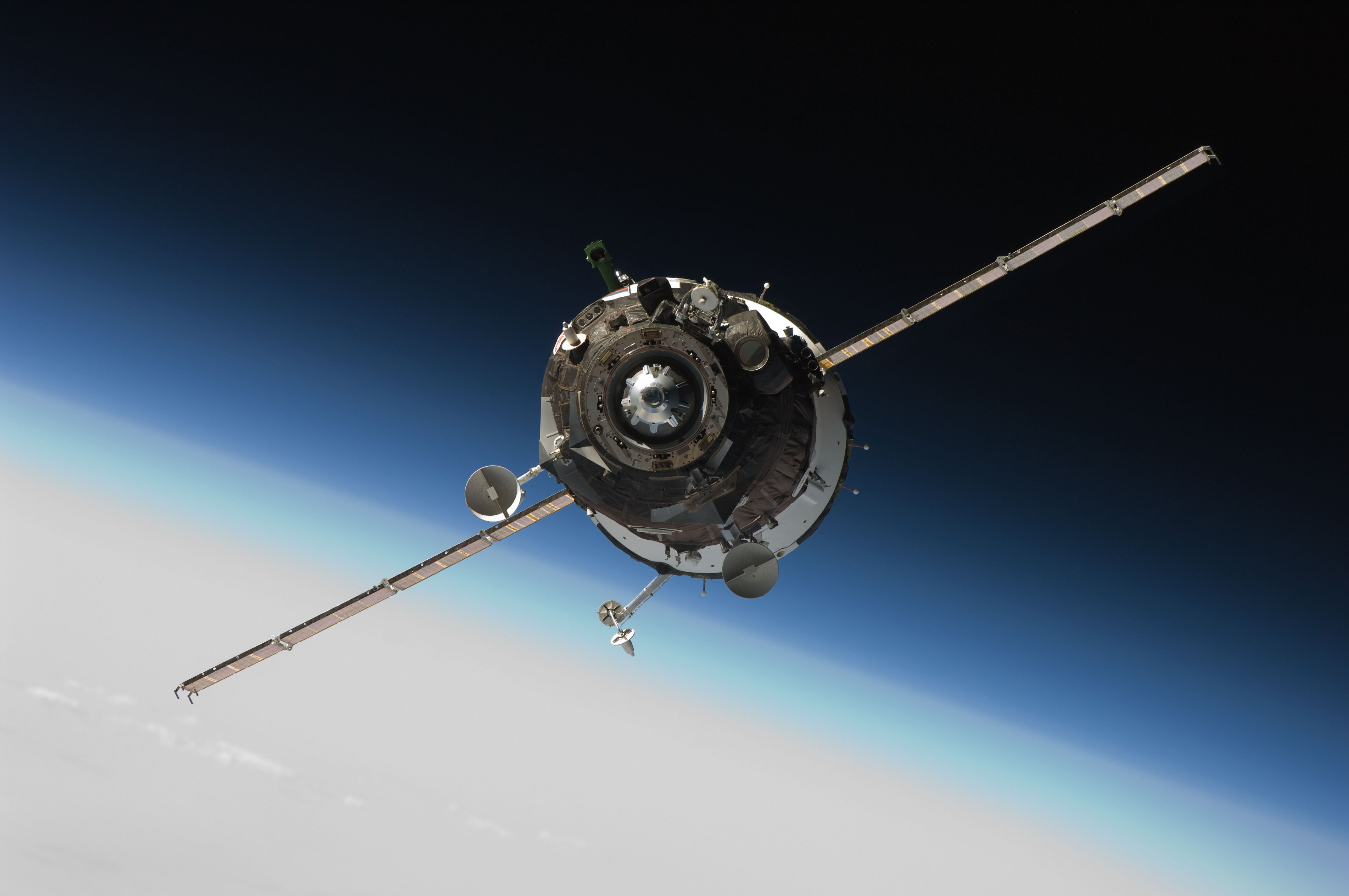
فضاپیمای سایوز تی‌ام‌ای-۱۶ در حالت ویژه برای نزدیکی به ایستگاه فضایی بین‌المللی حامل فضانورد آمریکایی ناسا جفری ویلیامز و فضانورد روسی ماکسیم سورایف (فرمانده سفینه)

فضاپیما (به انگلیسی: Spacecraft) وسیلهٔ نقلیه‌ای است که برای سفر در فضای بیرونی (فضا) ساخته شده است. فضاپیماها بر دو نوع سرنشین‌دار و بی‌سرنشین هستند. فضاپیماها برای اهداف گوناگونی طراحی می‌شوند از جمله ماموریت‌های مخابراتی، دیدبانی ماهواره‌ای کره زمین، هواشناسی، ناوبری، اکتشاف سیارات، گردشگری فضایی و رصد سیارات.

## نمونه‌هایی از فضاپیماها

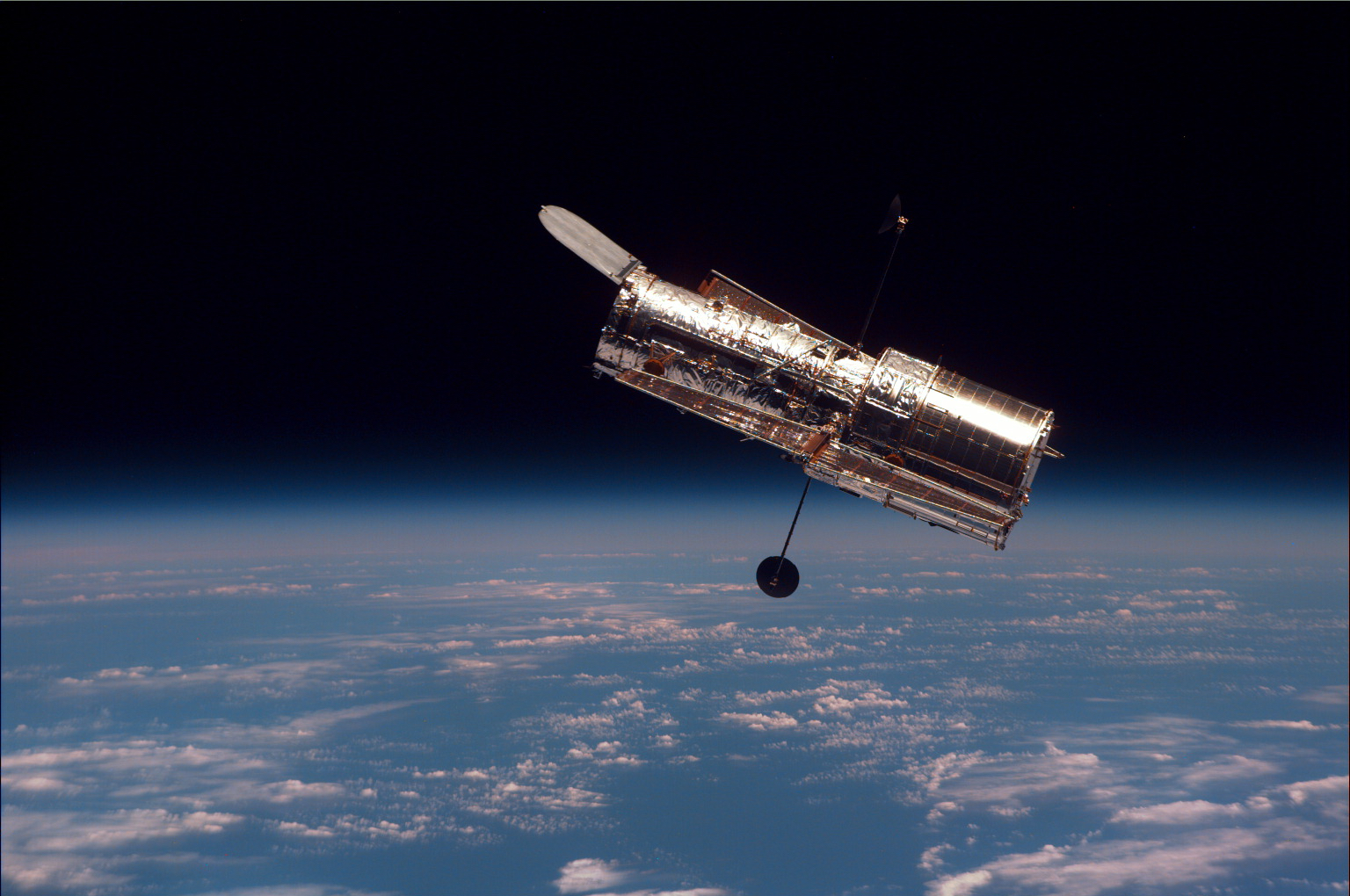
تلسکوپ فضایی هابل

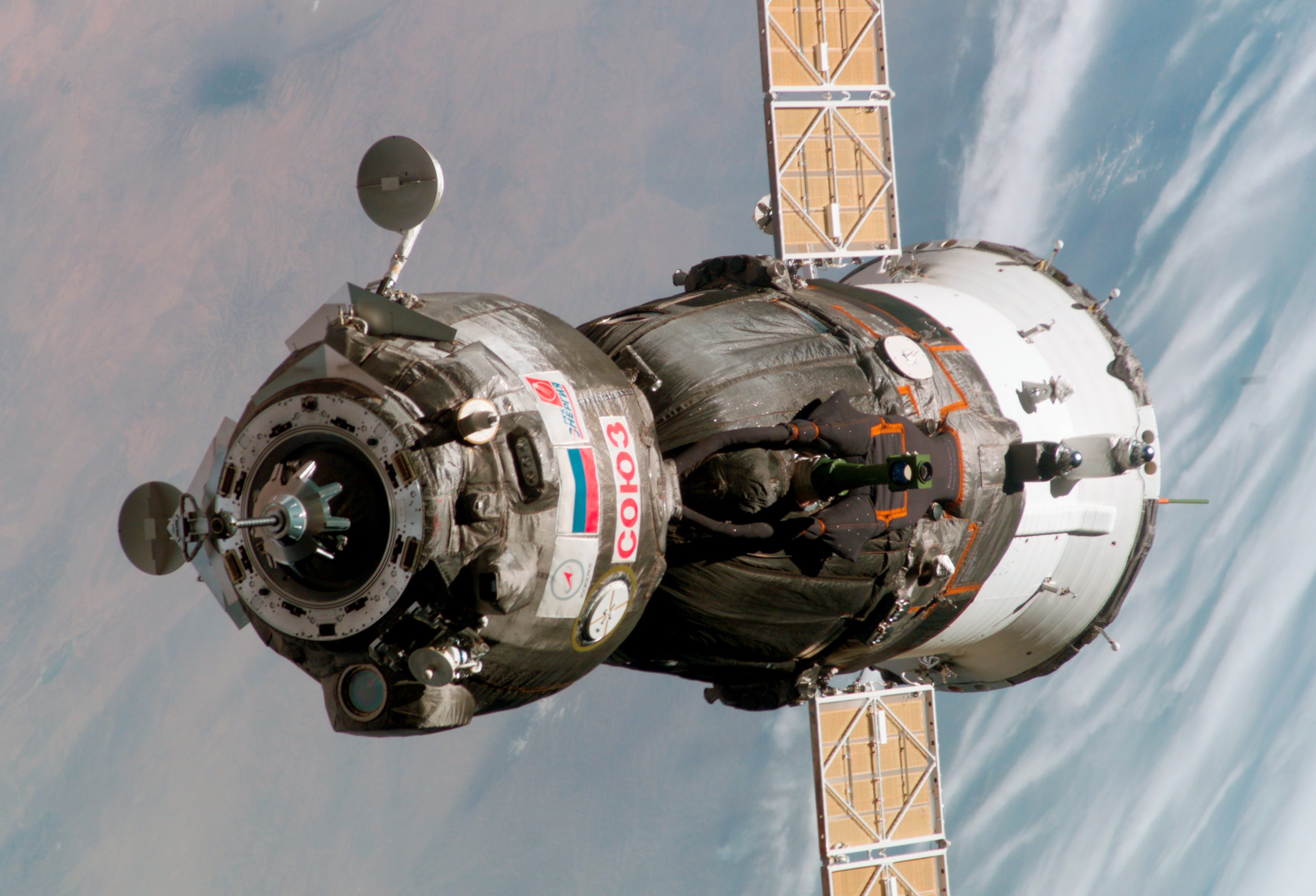
یک فضاپیمای سایوز روسی در حال رساندن خدمه به ایستگاه بین‌المللی فضایی

آمریکا
- فضاپیمای دیسکاوری
- فضاپیمای گالیله
- فضاپیمای جمینای
- فضاپیمای آپولو
- فضاپیماهای مارینر
- شاتل فضایی
- ویجر-۱
- کاسینی-هویگنس

روسیه (و شوروی)
- فضاپیمای سایوز
- ایستگاه فضایی میر
- ایستگاه‌های فضایی سالیوت
- فضاپیمای ونرا
- فضاپیمای واسخود
- فضاپیمای وستوک
- فضاپیمای فوبوس-گرونت
- فضاپیمای بوران

اروپا
- فضاپیمای ترابری خودکار
- فضاپیمای آرتمیس
- فضاپیمای گوچه
- تلسکوپ فضایی هرشل
- فضاپیمای مارس اکسپرس
- فضاپیمای روزتا
- فضاپیمای ونوس اکسپرس

چین
- فضاپیمای شنزو

بین‌المللی
- ایستگاه بین‌المللی فضایی